# Ә̃
Ә̃/ә̃（帶波浪號的Ә；斜體：Ә̃/ә̃）是一個西里爾字母。
這個字母僅用在奇納魯格語，用於表示鼻化的次開前不圓唇元音 /æ̃/。